# Dorothea Sommer
Dorothea Sommer (* 20. Juli 1962 in Halle/Saale) ist eine deutsche Bibliothekarin und seit 1. Mai 2025 Generaldirektorin der Bayerischen Staatsbibliothek in München.  Sie ist Bibliotheksmanagerin und Expertin auf dem Gebiet der Digitalisierung und innovativen Technologien, der historischen Druck sowie für Bibliotheksbau und -einrichtung.

## Herkunft und Ausbildung
Geboren und aufgewachsen ist Dorothea Sommer in Halle (Saale) in Sachsen-Anhalt, wo sie ab 1971 die Chorklasse an der August-Hermann-Francke Schule besuchte, und 1982 das Abitur an der Oberschule August-Hermann-Francke in den Franckescheschen Stiftungen ablegte.
Im Anschluss studierte Sommer Anglistik, Slawistik und Pädagogik an der Martin-Luther-Universität Halle-Wittenberg. Nach dem Staatsexamen und Diplom 1986 sowie einem anschließenden Forschungsstudium promovierte sie dort mit einer Arbeit zur mittelenglischen Literatur. Später absolvierte sie ein Studium des Bibliotheksmanagements und Informationsservice an der University of Aberystwyth (Wales, Großbritannien), das sie mit dem Master of Library and Information Science/MLIS im Jahr 2000 abschloss.

## Beruflicher Werdegang
Von 1990 bis 1997 war Sommer als Fachreferentin für Anglistik, Allgemeine Literaturwissenschaft und Kunst an der Universitäts- und Landesbibliothek Sachsen-Anhalt tätig. 1997 wurde sie dort stellvertretende Direktorin, ab 2013 amtierende Direktorin der ULB Sachsen-Anhalt. 2015 übernahm sie das Amt der Stellvertretenden Generaldirektorin der Bayerischen Staatsbibliothek und initiierte organisatorische und bauliche Projekte auch hinsichtlich besserer Akzeptanz und Nutzung der Staatsbibliothek. Seit 1. Mai 2025 ist sie Generaldirektorin der Staatsbibliothek.

## Berufliche Schwerpunkte
Sommer leitete und koordinierte langjährig Projekte zur Massendigitalisierung der nationalbibliographischen Verzeichnisse des 17. und 18. Jahrhunderts sowie historischer Zeitungen, die von der Deutschen Forschungsgemeinschaft (DFG) gefördert wurden. Sie ist u. a. verantwortlich für die Weiterentwicklung der Fachinformationsdienste an der Bayerischen Staatsbibliothek sowie die Pflege und Weiterentwicklung der Erschließungs- und Nachweissysteme für Handschriften, Inkunabeln und historische Drucke. Besondere Expertise hat Sommer auf dem Gebiet des Bibliotheksbaus, einer ihrer Arbeitsschwerpunkte ist die Sanierung und Erweiterung der Staats- und Stadtbibliothek in Augsburg.

## Tätigkeit in Gremien
Sommer ist Mitglied zahlreicher Gremien und Kommissionen des deutschen und internationalen Bibliothekswesens:
- 2008 – 2023: Mitglied der Sektion Bibliotheksbau und -einrichtung der International Federation of Library Associations (IFLA) – Weltbibliotheksverband; 2011 – 2015: Chair der Sektion

- 2021 – 2023: Mitglied des Advisory Committee on Cultural Heritage der IFLA

- Seit 2015: Stellvertretendes Vorstandsmitglied des Kompetenznetzwerks der Deutschen Digitalen Bibliothek

- Seit 2021: Mitglied des Board of Directors des Consortium of European Research Libraries (CERL)

- Seit 2024: Vorsitzende der dbv AG Regionalbibliotheken.

## Publikationen
Im Rahmen ihrer Forschungen und ihrer Tätigkeit im deutschen und internationalen Bibliothekswesen liegt der Fokus ihrer Veröffentlichungen unter anderem in der digitalen Transformation von Bibliotheken.
- Ceynowa, Klaus; Hermann, Martin; Sommer, Dorothea: Digital Libraries in Germany: Federalism, funding, and the Bayerische Staatsbibliothek. In: Yang, Le; Salaz, Alicia (Hrsg.): Digital Libraries across Continents. London: Routledge, Taylor and Francis, 2025 (im Druck).

- Sommer, Dorothea: Baufachliche Planungsaufgaben für Bibliothekare – zur Planung von Sanierungen, Um- und Neubauten. In: Johannsen, Jochen; Mittermaier, Bernhard; Schäffler, Hildegard; Söllner, Konstanze (Hrsg.): Praxishandbuch Bibliotheksmanagement. Berlin: DeGruyter Saur, 2024. S. 61–81.

- Ceynowa, Klaus; Dorothea Sommer (Hrsg.): Nach der digitalen Transformation. Eine Positionsbestimmung der Bayerischen Staatsbibliothek. München, 2024.

- Sommer, Dorothea: Bibliotheken als Reallabor der Wissenschaft – Konzeption und Aktivitäten der Bayerischen Staatsbibliothek. In: Bibliothek – Forschung und Praxis 47 (2023) 3, S. 461–472.

- Sommer, Dorothea; Fabian, Claudia; Reif, Matthias, Düsterhöft, Stephanie: Forschungsorientierte Inkunabelerschließung und -digitalisierung in deutschen Bibliotheken: Bedarfe und Perspektiven – DFG-Rundgespräch am 22. und 23. Februar 2022. Bericht der Bayerischen Staatsbibliothek. In: Zeitschrift für Bibliothekswesen und Bibliographie 69 (2022) 6, S. 338–350.

- Sommer, Dorothea; Pfändtner, Karl-Georg: Sanierung und Erweiterung der Staats- und Stadtbibliothek Augsburg: Genese und Planungsstand des Projekts. In: ABI-Technik 40 (2020) 3, S. 260–276.

- Sommer, Dorothea: Der Ostlesesaal der Bayerischen Staatsbibliothek lädt wieder ein. In: Bibliotheksmagazin 14 (2019) 3, S. 14–18.

- Sommer, Dorothea: Garching – the Bavarian Storage Library: past, present and future developments. In: Koen, Diane; Lesneski, Traci Engel (Hrsg.): Library design for the 21st century. Berlin: De Gruyter, 2019. S. 155–170.

- Sommer, Dorothea: Mit Laptop und Lederhose in die Plaza. In: Bibliotheksmagazin 14 (2019) 2, S. 19–22.

- Sommer, Dorothea: Sonderausstellung im neu eröffneten Museum of the Bible in Washington DC. In: Bibliotheksmagazin 13 (2018) 2, S. 11–14.

- Sommer, Dorothea: Renewing a heritage library: planning the renovation and extension of the Staats- und Stadtbibliothek Augsburg (State and City Library of Augsburg), Germany. Verfügbar unter: IFLA Library Buildings & Equipment Section Blog. July 6th, 2017 [Zugriff am 11. Mai 2018]

- Sommer, Dorothea: Landesbibliotheken heute: Chancen und Herausforderungen. In: Zeitschrift für Bibliothekswesen und Bibliographie 64 (2017) 6, S. 315–321.

- Sommer, Dorothea: Neue Perspektiven für die Staats- und Stadtbibliothek Augsburg: die Ergebnisse des Architekturwettbewerbs für die Sanierung und den Erweiterungsbau der Bibliothek. In: Bibliotheksmagazin 12 (2017) 2 , S. 16–19.

- Sommer, Dorothea; Schnelling, Heiner: Die Geistes- und Sozialwissenschaftliche Bibliothek der ULB Halle. In: ABI-Technik 36 (2016) 4, S. 227–237.

- Sommer, Dorothea: Die Rekonstruktion der Bibliothek der Familie von Alvensleben. In: Lesen. Sammeln. Bewahren: die Bibliothek Joachim von Alvensleben (1514 – 1588) und die Erforschung der frühen Neuzeit. Frankfurt am Main: Vittorio Klostermann, 2016. S. 79–98.

- Sommer, Dorothea; Heiligenhaus, Kay; Pankratz, Manfred; Wippermann, Carola: Zeitungsdigitalisierung: eine neue Herausforderung für die ULB Halle: Werkstattbericht aus der Pilotphase des DFG-Projekts Digitalisierung historischer Zeitungen. In: ABI-Technik 34 (2014) 2, S. 75–85.

- Sommer, Dorothea: Digitalisierung in der ULB Halle: Prozesse, Kosten, Ergebnisse am Beispiel der VD 18-Pilotphase. In: ABI-Technik 33 (2013) 3, S. 139–152.

- Sommer, Dorothea; Feldsien-Sudhaus, Inken: Nachhaltigkeit beim Bibliotheksbau: 16. LIBER Architecture Group Seminar in Prag: ein Rückblick. In: ABI-Technik 32 (2012) 4, S. 196–210.

- Schnelling, Heiner; Sommer, Dorothea; von Cieminski, Marita: Bestände des 18. Jahrhunderts aus der Universitäts- und Landesbibliothek Sachsen-Anhalt in Halle: eine Auswahl. In: Dziekan, Katrin; Bliemeister, Simone (Hrsg.): Lesewelten – historische Bibliotheken. Halle (Saale): Mitteldeutscher Verlag, 2011. S. 331–354.

- Sommer, Dorothea: Persistent identifiers: the URN Granular Project of the German National Library and the University and State Library Halle. In: LIBER quarterly 19 (2010) 3/4, S. 259–274.

- Sommer, Dorothea: Digitalisierung von Drucken des 17. Jahrhunderts an der Universitäts- und Landesbibliothek Halle: Werkstattbericht zu einem DFG-Projekt der Aktionslinie VD 16/VD 17. In: ABI-Technik 27 (2007) 4, S. 236–247.

- Sommer, Dorothea: Die Ungarische Bibliothek in der Universitäts- und Landesbibliothek Sachsen-Anhalt. In: Gábor, Ildikó (Hrsg.): Bibliotheca Nationis Hungariae: der Katalog aus dem Jahr 1755: Textausgabe der Handschrift der Széchényi Nationalbibliothek Budapest: Catalogus Librorum, Dissertationum, et Manuscriptorum Variorum ad Rem Hungaricam praecipue facientium ex Bibliotheca, quae Vitebergae est, Hungarorum congestus ad Adamo Latsny Turotzensi. Vitebergae Saxonum die XB.Nov.A.R.S.M.DCC.LV. Olms: Hildesheim, 2005. S. 21–30.

- Sommer, Dorothea: Die Ungarische Bibliothek zu Halle – eine Geschichte von nicht geschriebenen, verschollenen, gedruckten und digitalen Katalogen. In: Bremer, Thomas (Hrsg.): Grenzen überschreiten: Beiträge zur deutsch-ungarischen Kulturwissenschaft. Halle an der Saale: Verlag Janos Stekovics, 2001. S. 43–53. Colloquium Halense. 2.

- Sommer, Dorothea: Management and information services at the State and University library Saxony-Anhalt: selected papers. Halle: Universitäts- und Landesbibliothek, 2000. Schriften zum Bibliotheks- und Büchereiwesen in Sachsen-Anhalt. 80.

- Sommer, Dorothea: Bibliotheken in den USA – ein Reisebericht. In: Bibliotheksdienst 28 (1994) 2, S. 155–174.